# Wrington

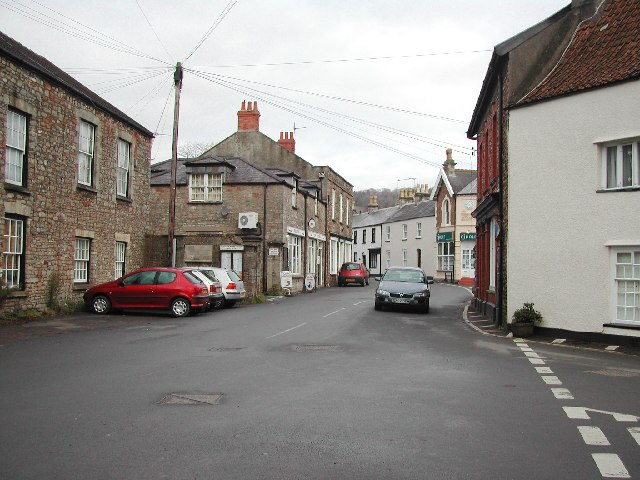
Wrington

Wrington é uma vila e paróquia civil no condado cerimonial de Somerset na Inglaterra. É o local onde nasceu o filósofo inglês John Locke.